# Knox (New York)
Pour les articles homonymes, voir Knox.
Knox est une ville située au nord-ouest du comté d'Albany, dans l' État de New York, aux États-Unis,. En 2020, elle comptait une population de 2 737 habitants..

## Démographie
Lors du recensement de 2010, la ville comptait une population de 2 692 habitants. Elle est estimée, en 2020, à 2 588 habitants.